# Waldgraaf
Een waldgraaf of woudgraaf was een bosbeheerder in de middeleeuwen. Het ging niet om een adellijke titel, maar om een functie die door de landsheer aan een persoon werd toegekend. Waarschijnlijk was de functie van waldgraaf de opvolger van de Frankische 'forestarius', oftewel bosbeheerder. Een waldgraaf beheerde namens de koning of keizer de bossen en onontgonnen gronden. Hij zorgde voor de opbrengsten uit de houtverkoop, voorzag de landsheer van voldoende hout en kolen, en was tevens verantwoordelijk voor een deel van de rechtspraak.
Hoewel een waldgraaf geen adellijke titel was, waren er families van waldgraven die zich tot lokale edelen ontwikkelden. Een voorbeeld zijn de heren van Groesbeek die vanuit hun functie als waldgraaf van het Rijkswoud ook de heerlijkheid Groesbeek in handen kregen en zelf enkele kastelen bouwden.